# Anne Watanabe
Pour les articles homonymes, voir Watanabe.
Anne Watanabe  (渡辺 杏, Watanabe An), née le 14 avril 1986 à Tokyo, dans l'arrondissement de Shibuya, est un mannequin, actrice et chanteuse J-pop japonaise.

## Biographie
Anne Watanabe est la fille de l'acteur Ken Watanabe et a l'acteur Dai Watanabe (ja) comme frère.
Elle s’est mariée avec l'acteur et mannequin Masahiro Higashide (en) le 1er janvier 2015. Ils s'étaient rencontrés par hasard dans la rue à Paris en 2006.

### Carrière
Anne Watanabe a débuté comme modèle de mode dans le magazine Non-no en 2001. Elle a fait la couverture de la revue 25 ans trente-quatre fois de décembre 2007 à mars 2015.
Elle a débuté comme mannequin lors de la présentation d’une collection de mode au printemps 2006. Elle a notamment porté les vêtements de Louis Vuitton, Anna Sui, Marc by Marc Jacobs, Tommy Hilfiger, Lacoste et Tsumori Chisato.

### Anecdotes
Anne Watanabe aime l’histoire de Shinsen gumi (新撰組), ce qui lui vaut le qualificatif de « Reki-jo (歴女) ».

## Filmographie

### Drama
- 2007 : Tengoku to Jigoku (天国と地獄), TV Asahi, rôle d’inspectrice
- 2009 : Tenchijin (天地人), NHK, rôle de Megohime
- 2009 : Karei Naru Spy (華麗なるスパイ), NTV , rôle de Miku Hirahara
- 2009 : Samurai High School (侍ハイスクール), NTV, rôle de Ai Nagasawa
- 2010 : Nakanai to Kimeta Hi (泣かないと決めた日), Fuji TV, rôle de Mariko Tachibana
- 2010 : Shinzanmono Épisode1 (新参者　第一話), TBS, rôle de Naho Kamikawa
- 2010 : Joker –Yurusarezaru Sosain- (ジョーカー), TBS, rôle de Asuka Miyagi
- 2011 : Proposer Kyodai (プロポーズ兄弟), NTV, rôle de Aya Sasaki
- 2011 : Namae wo Nakushita Megami (名前をなくした女神), Fuji TV, rôle de Yuko Akiyma
- 2011-2015 : Time Scoop Hunter (タイムスクープハンター), NHK, rôle de Minami Huruhashi
- 2011 : Youkai Ningen Bem (妖怪人間ベム), NTV, rôle de Bella
- 2012 : Taira no Kiyomori (平清盛), NHK, rôle de Masako Hôjo
- 2013 : Kenkyaku Shoubai (剣客商売), TBS, rôle de Mifuyu Sasaki
- 2013 : Holic -xxxHOLIC- (ホリック), Wowow, rôle de Maré Sano
- 2013 : Kasuka na Kanojo (幽かな彼女), Fuji TV, rôle de Akané
- 2013-2014 : Gochisousan (ごちそうさん), NHK, rôle de Meiko Uno
- 2014, 2015 : Hanasaki Mai ga Damattutenai (花咲舞が黙ってない), NTV, rôle de Mai Hanasaki
- 2015 : Meurtre sur l’Orient Express (オリエント急行殺人事件), Fuji TV, rôle de Madame Ando
- 2015 : Rendez-vous (デート), Fuji TV, rôle de Yoriko Yabushita

### Au cinéma
- 2008 : Sakura no sono (櫻の園), rôle de Aoi Ogasawara
- 2010 : Bandage (Bandeiji), rôle de Miharu
- 2011 : Konzen Tokku (婚前特急), rôle de Toshiko Hamaguchi
- 2011 : Nintama Rantaro (忍たま乱太郎), rôle de Sino Yamamoto
- 2012 : Okaeri, Hayabusa (おかえり、はやぶさ), rôle de Naoko Nomura
- 2012 : Youkai Ningen Bem (妖怪人間ベム), rôle de Bella
- 2013 : Données Platine (プラチナデータ), rôle de Risa Shiratori
- 2013 : Manatsu no Houteishiki (真夏の方程式), rôle de Nami Kawabata
- 2013 : Time Scoop Hunter (タイムスクープハンター), rôle de Minami Huruhashi
- 2015 : Exodas -Dieu et le Roi- (エクソダス～神と王～), acteur de la voix
- 2016 : Orchestre Vieux ! (オケ老人！)
- 2016 : Hoshi ga oka Wonderland (星ガ丘ワンダーランド)
- 2021 : Cube (CUBE 一度入ったら、最後, CUBE ichido haittara, saigo?) de Yasuhiko Shimizu (ja)

### Doublage
- 2015 : Miss Hokusai (百日紅 〜Miss HOKUSAI〜, Sarusuberi Miss Hokusai?) de Keiichi Hara : voix de O-Ei

## Chansons
- 2012 : LIGHTS (un mini-album)
- 2012 : Ai wo Anatani (愛をあなたに)

## Prix et récompenses
- 2005 : FFC 49e Le Modèle de l'année
- 2006 : VOGUE La femme de l’année
- 2007 : ELLE de Hongkong Style Prix
- 2008 : 25e Meilleur Jeanist en 2008 -Conseil département de l’élection
- 2008,2009 : Image Japon Internationale matières Festival de caractère
- 2008 : Tokyo International Film Festival Ambassadeur Vert / présentatrice de la fermeture
- 2012 : Eran d’Or Débutant